# Observatorium Sonnblick

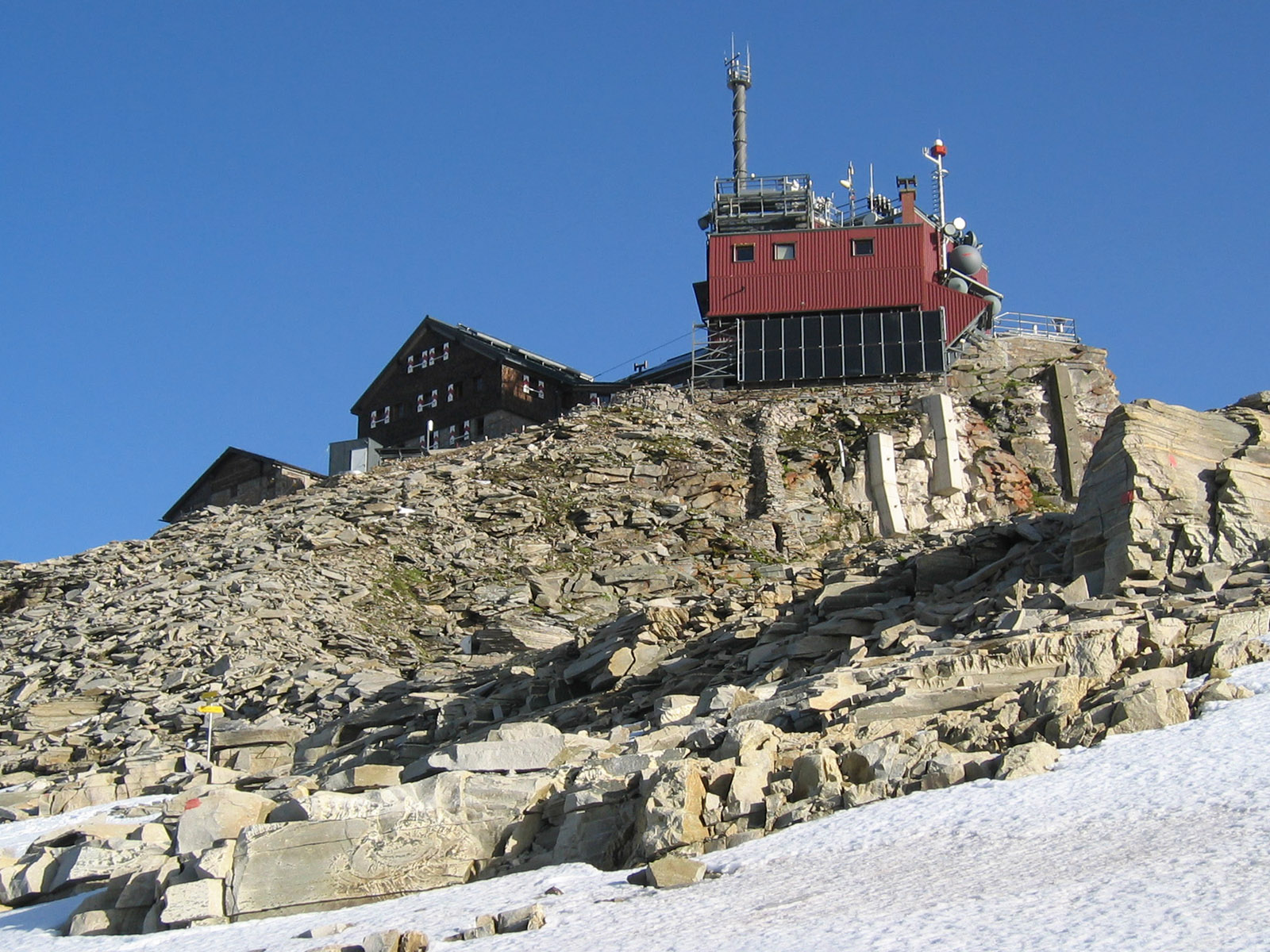
Zittelhaus (links) und das Observatorium im Juli 2007

Das Observatorium Sonnblick ist eine Einrichtung der GeoSphere Austria (ehemals Zentralanstalt für Meteorologie und Geodynamik, kurz ZAMG) und steht auf dem Gipfel des zur Salzburger Marktgemeinde Rauris gehörenden Hohen Sonnblick (3106 m). Der Rauriser Sonnblick ist Teil der Goldberggruppe und liegt in der Kernzone des Nationalparks Hohe Tauern.
Österreichs höchstgelegene meteorologische Beobachtungsstation ist ganzjährig mit Personal besetzt und wurde seit ihrer Gründung im Jahr 1886 nur an vier Tagen nicht betreut. Seit 1892 ist der Sonnblickverein der Eigentümer des Observatoriums. Der Betrieb und die Instandhaltung werden aus Mitteln des Bundesministeriums für Wissenschaft, der Österreichischen Akademie der Wissenschaften sowie durch Vereins- und Sponsoringbeiträge finanziert.

## Literatur

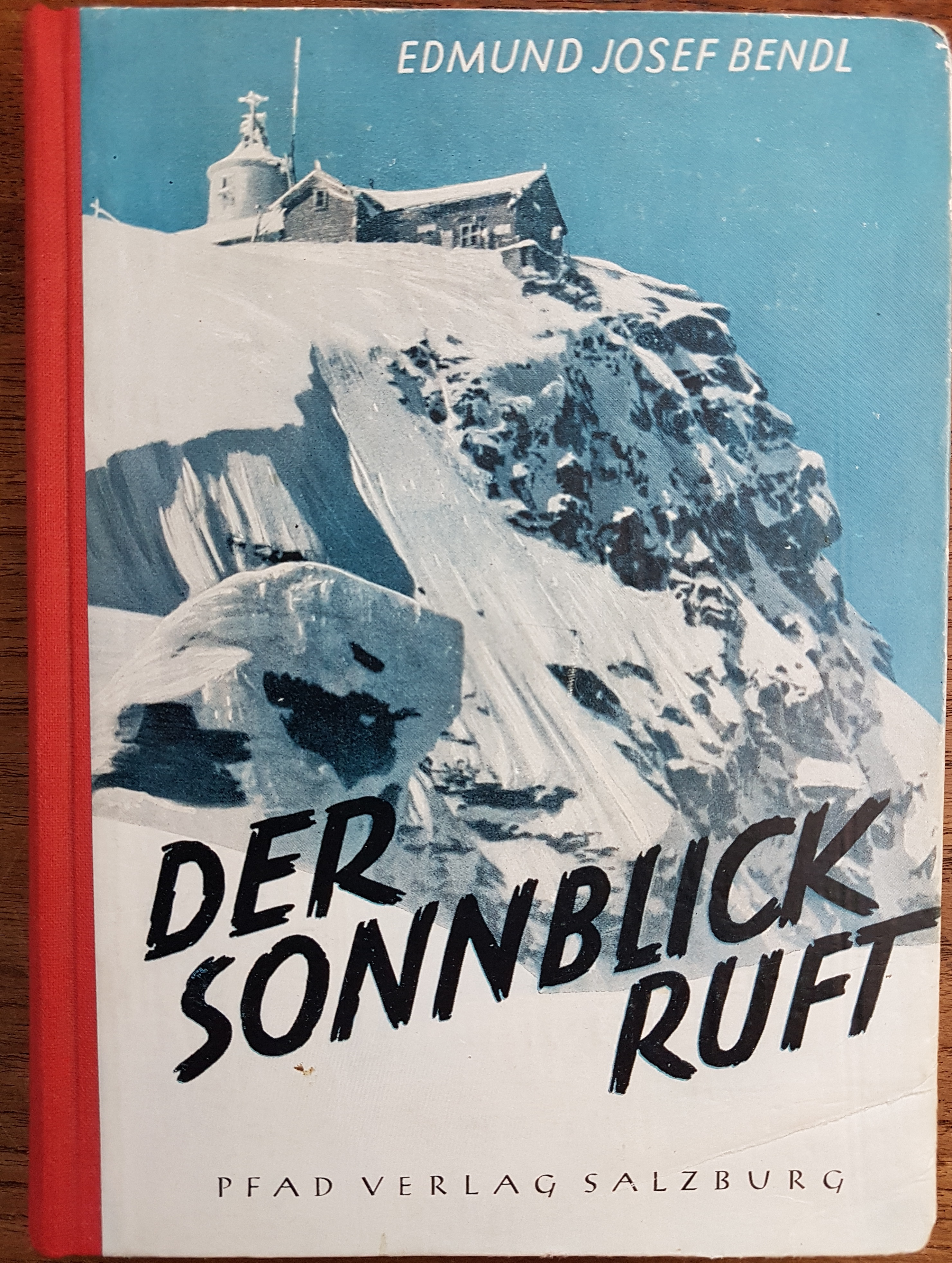
Der Sonnblick ruft – Bucheinband Vorderseite, 3. Auflage 1954

## Entstehung und Betrieb

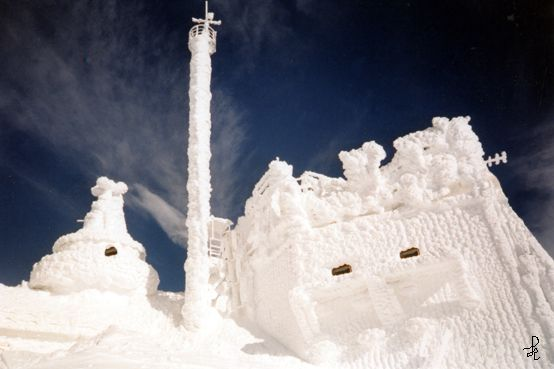
Observatorium im Winter

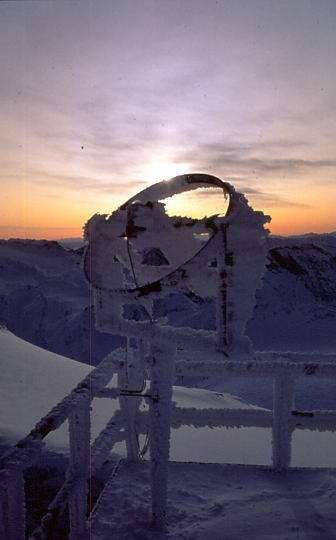
Sonnenscheinautograph auf der Plattform des Observatoriums

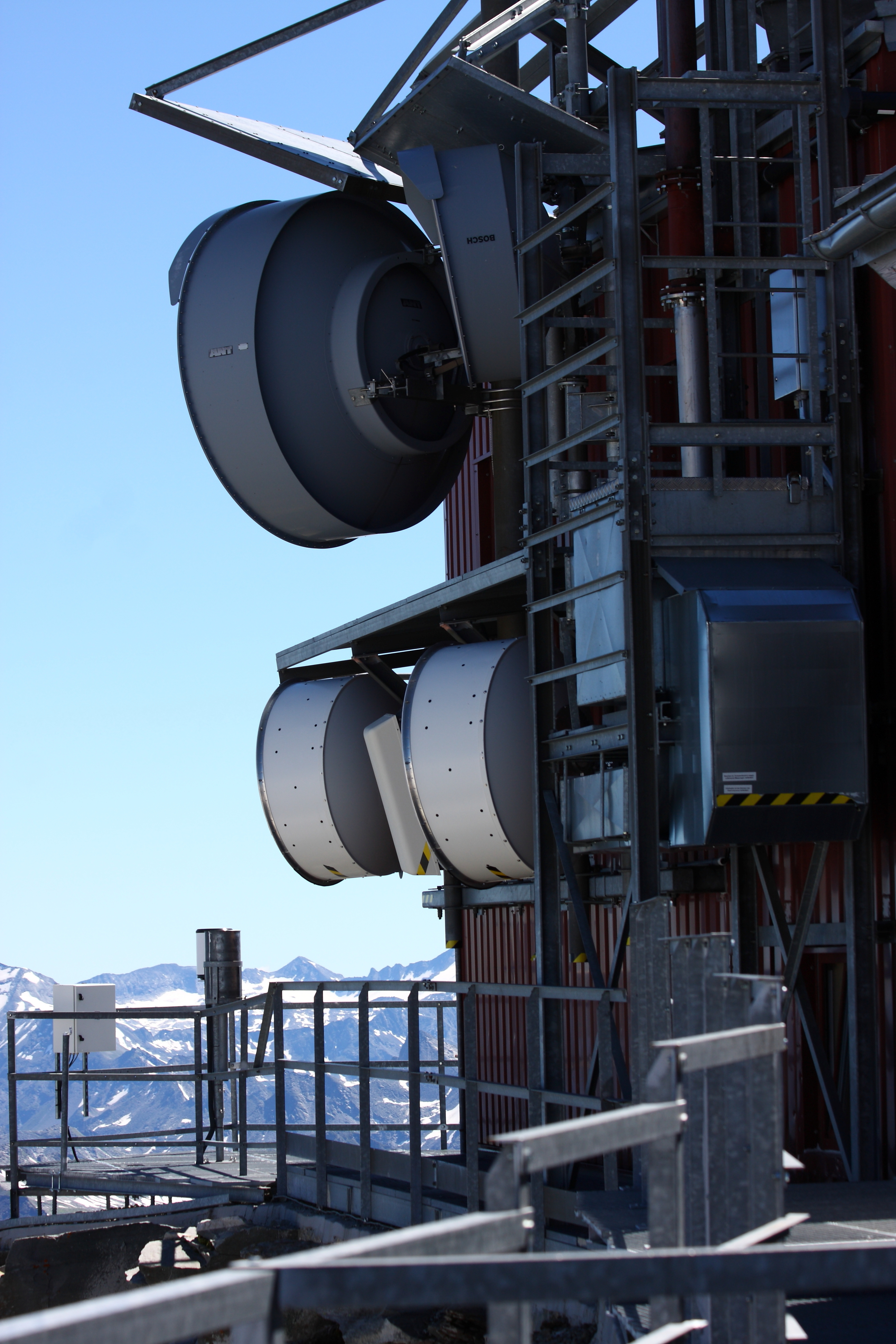
Antennen des Observatoriums

Der zweite Weltkongress der Meteorologen 1879 in Rom förderte eine gemeinsame Erforschung der Erdatmosphäre.
Auf Initiative des Meteorologen Julius von Hann, Direktor der ZAMG, der einen Vorschlag von Ignaz Rojacher aus Rauris aufgriff, sollte 1885 mit dem Bau eines Höhenobservatoriums am heutigen Standort begonnen werden. Beweggrund war, die höheren Luftschichten von einer Station im Hochgebirge aus zu erforschen. Damit sollten zuverlässig Vergleichswerte zu den Bodenmessungen sowie zu den damals aufkommenden Ballonmessungen bereitgestellt werden.
Aus finanziellen Gründen verzögerte sich der Baubeginn um ein Jahr. Schlussendlich wurden die Baukosten von rund 5.700 Gulden von der ÖGM und privaten Geldgebern finanziert. Der Bau der Wetterwarte kam 1886 mit Unterstützung des Rauriser Bergwerksbesitzers Ignaz Rojacher zustande. Zur Baustelle auf dem Gipfel des Rauriser Sonnblick in 3.106 m Höhe musste das gesamte für den Bau benötigte Material getragen oder mit behelfsmäßigen Seilbahnen gezogen werden.
Am 2. September 1886 konnte das höchstgelegene ganzjährig betriebene Observatorium der Welt eröffnet werden. Es bestand aus dem „alten Wetterturm und einer kleinen Hütte (daneben)“ zum Übernachten und zur Verpflegung der Forscher, zu der Herr Dr. Zittel, Präsident des Deutschen und Oesterreichischen Alpenvereins (DuOeAV) auch finanziell beigetragen hatte.
Bei der grundlegenden Erneuerung des Gebäudes im Jahre 1986 entstand zusätzlich zur meteorologischen Station auch eine Station zur luftchemischen Hintergrundmessung. Die Höhenlage dieser Messstation fernab von Emissionsquellen war dabei von besonderer Bedeutung. Dies war der Grundstein für eine breit angelegte interdisziplinäre Umweltforschung.
Mittlerweile hat die Anzahl der Forschungsprojekte stark zugenommen. Untersuchungen betreffend Luftreinhaltung und Transport von Luftverunreinigungen wurden ausgebaut, die Klimaforschung forciert. Ursachen der Klimaänderung und Auswirkungen im Hochgebirge werden untersucht. Für das Observatorium ist der geologische Aspekt relevant:
Das Gestein am Gipfel des Hohen Sonnblick ist von Rissen durchzogen. Es wird gekittet durch Permafrost, der durch klimatische Erwärmung seit 1980 auftaut und sich zurückzieht, sodass der Berg zu bröckeln beginnt. 2003 und 2004 wurden daher Betonklammern mit Felsankern seitlich am Gipfel angelegt. Sie sollen dazu beitragen, den Felsen unter den Fundamenten der Wetterstation und des Zittelhauses ausreichend zu stabilisieren.
Das Observatorium wird von der Zentralanstalt für Meteorologie und Geodynamik (ZAMG) betrieben. Jeweils zwei Techniker der ZAMG haben 14 Tage durchgehend Dienst in der Station. Sie sorgen unter anderem dafür, dass alle Messgeräte durchgehend und richtig messen. Die moderne Infrastruktur ermöglicht die Messungen von extrem schwach konzentrierten, klimatisch aber sehr relevanten Spurenstoffen in einer Reinluftumgebung.
Durch die ganzjährige Beobachtung besitzt das Observatorium Sonnblick vollständige Datenreihen auch aus einer Zeit, in der diese noch nicht automatisch aufgezeichnet, gespeichert oder übermittelt werden konnten. Aus diesem Datenbestand ergibt sich die längste ununterbrochene Klimazeitreihe für das Hochgebirge. Genaue Datenreihen über lange Zeiträume sind zur Erfassung von Klimaveränderungen unabdingbar.
Aufbauend auf den Ergebnissen einer seit über 130 Jahren (bis auf 4 Tage nach dem Ende des Ersten Weltkrieges) lückenlos erfassten Messreihe meteorologischer Größen, konnten sich am Observatorium Sonnblick in den letzten Jahren eine Vielzahl von Projekten rund um die Themen Atmosphärenphysik und Atmosphärenchemie ansiedeln.
Seit Mai 2016 wird das Observatorium erstmals getrennt von der ZAMG Salzburg und erstmals von einer Frau, der deutsch-österreichischen Meteorologin Elke Ludewig (* 1987) geleitet. 
Am 20. November 2018 wurde die neue Seilbahn zum Observatorium in Betrieb genommen. Die wetterfeste Bahn bietet in ihrer geschlossenen Gondel Platz für 6 Passagiere und kann bei Windgeschwindigkeiten von bis zu 80 km/h gefahren werden. Für Bergsteiger und Skitourengeher steht die Seilbahn nicht zur Verfügung. Allerdings kann sie bei Notfällen verwendet werden. Die offizielle Eröffnung erfolgte am 23. Juni 2019.
Seit April 2022 nimmt das Observatorium bis mindestens 2025 am Wetter- und Klimaforschungsprojekt ACTRIS Teil und liefert wichtige Daten zur Wolken- und Klimaforschung.

## Messungen und Klimaeigenschaften
Bereits seit Beginn der regelmäßigen Aufzeichnungen wurden neben den meteorologischen Messungen (Temperatur, Luftdruck, Feuchte, Niederschlag, Windgeschwindigkeit, Windrichtung, Sonnenscheindauer) unter anderem auch die luftelektrischen Erscheinungen, die kosmische Höhenstrahlung, sowie Gletscherwuchs und -veränderung beobachtet.
Durch den Standort am Alpenhauptkamm auf über 3.100 Meter Seehöhe in nahezu freier Atmosphäre, sowie durch die ganzjährig stationäre Betreuung der Anlagen durch Techniker der ZAMG, ist im letzten Jahrzehnt aus der ursprünglichen Wetterstation ein interdisziplinärer Forschungsstandort mit sehr guter technischer Ausstattung geworden. Die Ausrichtung und damit die Ziele der einzelnen Forschungsprojekte sind sehr vielfältig geworden. An österreichischen Beiträgen sind mehrere Forschungseinrichtungen beteiligt: Das Umweltbundesamt misst atmosphärische Spurengase, die Universität für Bodenkultur Wien die vertikale Ozonsäule und die UV-B-Strahlung und die Technische Universität Wien Aerosole.
Nationale und internationale Universitäten sowie Forschungseinrichtungen unterschiedlicher Fachgebiete (z. B. Meteorologie, Glaziologie, Chemie, Strahlung, Radioaktivität, Geologie, Biologie, Geodäsie) nutzen das Observatorium, in dem jährlich an mehr als 40 Forschungsprogrammen interdisziplinär gearbeitet wird.
Das Global Atmosphere Watch (GAW) ist ein weltweites Programm der World Meteorological Organization (WMO) zur großräumigen Überwachung der chemischen Zusammensetzung der Erdatmosphäre. Messungen fernab von Schadstoffquellen sollen ein frühes Erkennen von Veränderungen ermöglichen. Im Mai 2016 wurde das Observatorium Sonnblick zu einer der 40 hochwertigsten Stationen des Global Atmosphere Watch ernannt. Etwa 300 Stationen nehmen weltweit an GAW teil.
Das Observatorium am Sonnblick maß am 1. Jänner 1905 mit −37,4 °C die tiefste jemals in Österreich unter Normalbedingungen gemessene Temperatur. Noch tiefere, inoffizielle Werte wurden nur in Kaltluftseen, z. B. im Grünloch, ermittelt. Die größte Schneehöhe in Österreich wurde am 9. Mai 1944 mit 11,9 m am Sonnblick gemessen.

### Klimatabelle
|                       | Jan   | Feb   | Mär   | Apr   | Mai   | Jun   | Jul   | Aug   | Sep   | Okt   | Nov   | Dez   |   |         |
| Mittl. Tagesmax. (°C) | −9    | −10   | −8    | −6    | −1    | 2     | 5     | 5     | 2     | −2    | −6    | −8    | ⌀ | −3      |
| Mittl. Tagesmin. (°C) | −14   | −14   | −13   | −10   | −6    | −3    | 0     | 0     | −3    | −6    | −10   | −13   | ⌀ | −7,6    |
|                       |       |       |       |       |       |       |       |       |       |       |       |       |   |         |
| Niederschlag (mm)     | 127,5 | 110,1 | 152,2 | 159,0 | 139,1 | 146,0 | 164,4 | 147,9 | 116,9 | 120,0 | 145,2 | 144,6 | Σ | 1.672,9 |
|                       |       |       |       |       |       |       |       |       |       |       |       |       |   |         |
| Sonnenstunden (h/d)   | 3,88  | 4,7   | 4,47  | 4,27  | 4,86  | 4,85  | 5,72  | 5,8   | 5,36  | 5,26  | 3,91  | 3,45  | ⌀ | 4,7     |
|                       |       |       |       |       |       |       |       |       |       |       |       |       |   |         |
| Regentage (d)         | 15    | 14    | 18    | 19    | 17    | 18    | 18    | 16    | 14    | 13    | 15    | 16    | Σ | 193     |

| −14 |

| −14 |

| −13 |

| −10 |

| −6 |

| −3 |

| 0 |

| 0 |

| −3 |

| −6 |

| −10 |

| −13 |

| −14 |

| −14 |

| −13 |

| −10 |

| −6 |

| −3 |

| 0 |

| 0 |

| −3 |

| −6 |

| −10 |

| −13 |

| N i e d e r s c h l a g | 127,5 | 110,1 | 152,2 | 159,0 | 139,1 | 146,0 | 164,4 | 147,9 | 116,9 | 120,0 | 145,2 | 144,6 |
|                         | Jan   | Feb   | Mär   | Apr   | Mai   | Jun   | Jul   | Aug   | Sep   | Okt   | Nov   | Dez   |